# Автокар
Автока́р (від авто... і англ. саr, досл. «візок») — безрейковий самохідний візок з двигуном внутрішнього згоряння. Застосовується для перевезення вантажів у портах, на промислових підприємствах і залізничних станціях. На деяких автокарах є підйомна платформа або кран. 
Вантажопідйомність автокару сягає 4 тон, швидкість руху — до 10 км\год. 